# Capa límite planetaria

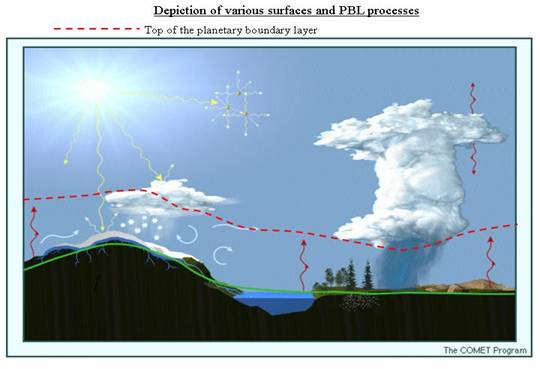
Representación de dónde se encuentra la capa límite planetaria en un día soleado.

En meteorología, la capa límite planetaria (CLP), también conocida como capa límite atmosférica (ABL) o peplosfera, es la parte más baja de la atmósfera y su comportamiento está directamente influenciado por su contacto con una superficie planetaria. En la Tierra, por lo general responde a los cambios en el forzamiento radiativo de la superficie en una hora o menos. En esta capa, las cantidades físicas como la velocidad de flujo, la temperatura y la humedad muestran fluctuaciones rápidas (turbulencia) y la mezcla vertical es fuerte. Por encima de la PBL está la "atmósfera libre", donde el viento es aproximadamente geostrófico (paralelo a las isobaras), mientras que dentro de la CLP el viento se ve afectado por el arrastre de la superficie y gira a través de las isobaras (ver capa de Ekman para obtener más detalles).